# Правило Вейда
Правило Вейда (англ. Wade's rule) — правило підрахунку електронів, яке дає змогу передбачити стабільні структури поліедральних неорганічних, органометалічних та органічних сполук. У ньому беруться до уваги валентні електрони атомів, розташованих у вершинах молекулярних поліедронів (так звані скелетні електрони, що утворюють зв'язуючі електронні пари каркасних зв'язків), їх число визначається так: 
елементи головної групи k = v + x — 2,
перехідні метали k = v + x — 12,
де v — загальне число валентних електронів атома чи групи у вершині, x — число одноелектронних лігандів.
Для дельтаедральних клозо структур (їм властиві трикутні грані) з m вершинами існує (m + 1) зв'язуючих молекулярних орбіталей, що можуть бути заповнені не більше, ніж 2m + 2 скелетними електронами (m = 4, 5 …).
Для нідо структур, які отримуються з клозо-структур відсіканням її частини, існує (m+2) зв'язуючих молекулярних орбіталей, які можуть бути заповнені не більше, ніж 2m+4 скелетними електронами.